# Gymnocalycium bayrianum
Gymnocalycium bayrianum (укр. Гімнокаліціум Байра, Гімнокаліціум байріанум) — сукулентна рослина з роду гімнокаліціум (Gymnocalycium) родини кактусових (Cactaceae).

## Історія

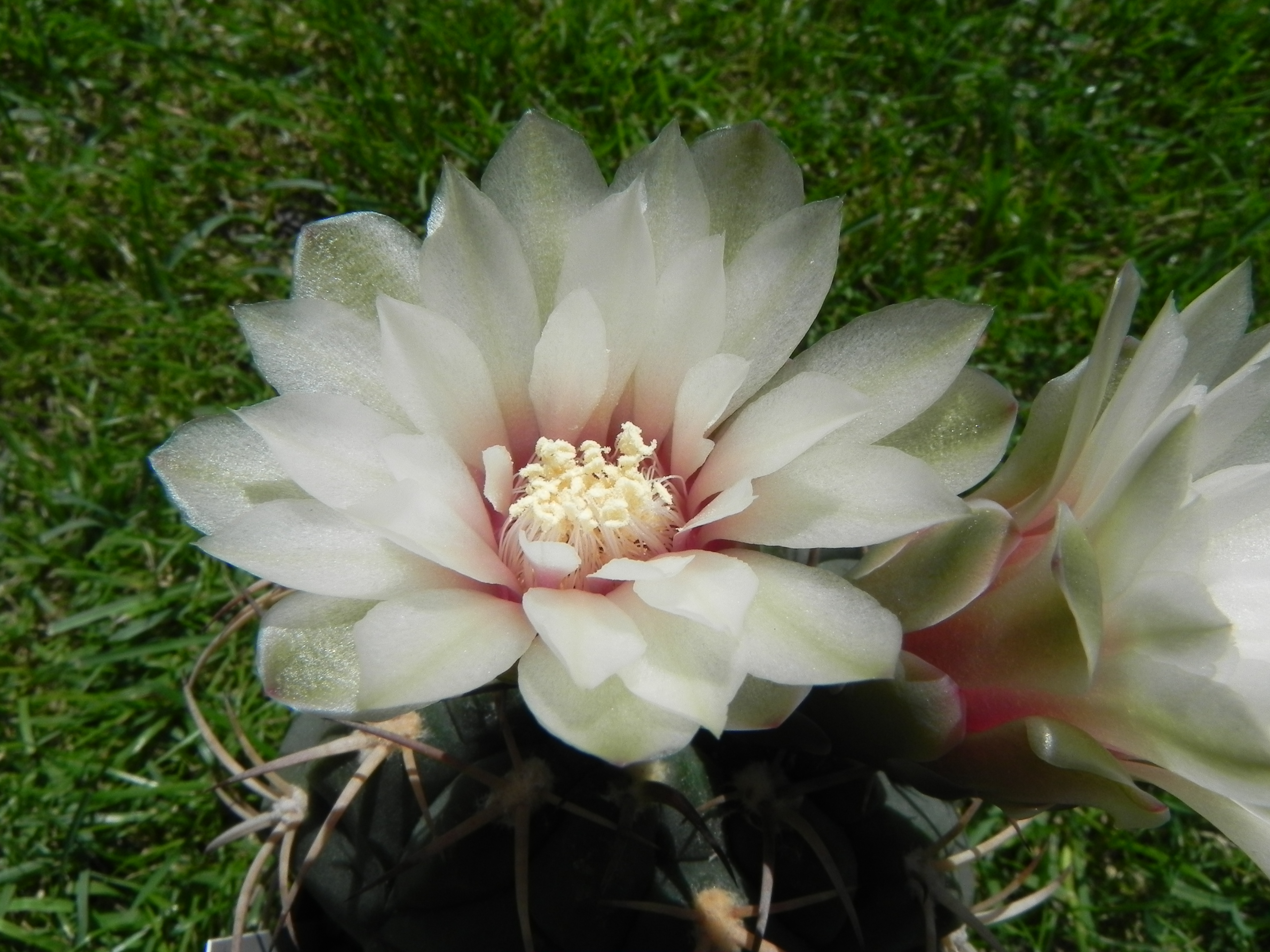
Квітка Gymnocalycium bayrianum

Вид вперше описаний австрійським ботаніком Гансом Тіллєм (нім. Hans Till, 1920—2012) у 1987 році у виданні нім. «Kakteen und Andere Sukkulenten».

## Етимологія
Видова назва дана на честь австрійського банкіра та кактусиста, колишнього президента «Австрійського товариства любителів кактусів» (нім. Gesellschaft Österreichischer Kakteenfreunde).

## Ареал і екологія
Gymnocalycium bayrianum є ендемічною рослиною Аргенини. Ареал розташований у провінціях Тукуман і Сальта. Рослини зростають на висоті від 1000 до 1500 метрів над рівнем моря в тріщинах на червоному пісковику, у скелястих місцях, у ксерофільному чагарнику.

## Морфологічний опис
| Орган              | Опис |
| ------------------ | --- |
| Рослини            | поодинокі, приплюснуто-кулясті, синьо-зелені з червонуватим відтінком, 4-5 см заввишки, до 10 см або більше в діаметрі. |
| Коріння            | довге. |
| Стебло             | |
| Центральні колючки | зазвичай немає, іноді одна.                                                                                             |
| Радіальні колючки  | зазвичай 5, вигнуті до стебла, світло-коричневі з більш темною основою, з віком сіріють, до 3 см завдовжки.             |
| Квіти              | воронкоподібні, вершково-білі, до 6 см завдовжки і 4 см в діаметрі.                                                     |
| Тичинки            | |
| Маточка            | |
| Плоди              | видовжені, сіро-зелені з синюватим відтінком.                                                                           |
| Насіння            | |

## Чисельність, охоронний статус та заходи по збереженню
Gymnocalycium bayrianum входить до Червоного списку Міжнародного союзу охорони природи видів, з найменшим ризиком (LC).
Ця рослина має значно більший ареал, ніж вважалося спочатку, і хоча є дані, що кози їдять ці кактуси, є багато здорових особин.
Невідомо, чи зустрічається цей вид на природоохоронних територіях.
Охороняється Конвенцією про міжнародну торгівлю видами дикої фауни і флори, що перебувають під загрозою зникнення (CITES).

## Утримання в культурі
Gymnocalycium bayrianum культивується фахівцями-збирачами. Через те що місця зростання цього виду розташовуються в гірських областях, це досить витривалі і морозостійкі рослини, якщо взимку їх утримувати сухим. Вони люблять повне сонце.